# كتاب اليوبيلات

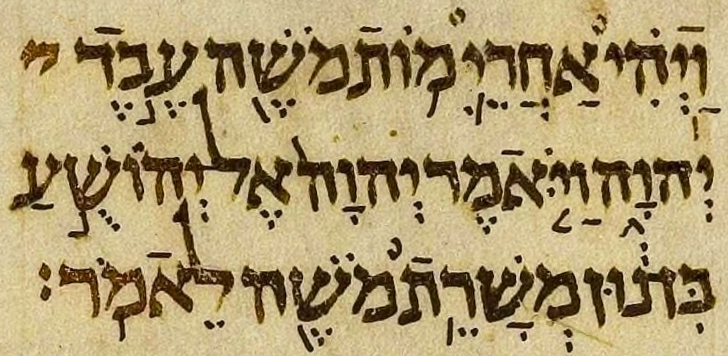

كتاب اليوبيلات أو سفر اليوبيل بالعبرية
ספר היובלים ويسمى أحيانا سفر التكوين الصغير وباسم رؤيا موسى وباسم عهد موسى وله الكثير من الاسماء , كتاب يهودي ديني قديم يعتبره أغلب البروتستانت والرومان الكاثوليك والأرثوذكس الشرقيين كتابا مزورا. كان معروفا للكتاب المسيحيين بشكل جيد في وقت مبكر في الشرق والغرب وكذلك للحاخامات. في وقت لاحق تم قمعه بشكل كبير فلم تبق أي نسخة عبرية أو يونانية أو لاتينية كاملة. يعتبر الكتاب من الكتب المقدسة القانونية لدى الكنيسة الأرثوذكسية الإثيوبية والتي تسميه كتاب القسمة. والكتاب حسب الآراء الأكاديمية الحديثة إعادة كتابة لسفري التكوين والخروج في ضوء رؤى بعض يهود القرن الثاني قبل الميلاد.
يدعي سفر اليوبيلات تقديم تاريخ تقسيم أيام الشريعة وأحداث السنين وسنوات الأسابيع ويوبيلات العالم كما أوحيت بشكل سري إلى موسى (وحي سري غير التوراة أي الشريعة) عندما كان موسى على جبل سيناء لأربعين يوما وليلة. يعتمد التسلسل الزمني فيه على مضاعفات العدد سبعة، فاليوبيل مدته 49 سنة أي سبع سنوات أسابيع يمكن تقسيم كل الزمن حسبها. وحسب مؤلف الكتاب يجب أن تتبع البشرية في كل أعرافها أوامر الله.

## قائمة اسماء سفر اليوبيل
انتقال موسى والتكوين اللبني وحياة آدم وكتاب بنات آدم ونهاية العالم لموسى وكتاب تقسيم الأيام خبر وتوزيع أيام الشريعة وشهادة الزمن و تقسيم الأزمنة بيوبيلاتها وأسابيعها.

## اللغة التي كتب بها
تم تأليف الكتاب في الأصل باللغة العبرية، ثم تُرجم إلى اليونانية (وهو الشكل الذي كان معروفًا به لدى آباء الكنيسة حتى القرن السادس)، ومن اليونانية إلى اللاتينية والإثيوبية. النسخة اللاتينية، التي نشرها سيرياني لأول مرة

## تاريخ كتابة السفر
فإن أقدم القطع العبرية يعود تاريخها إلى حوالي 100 قبل الميلاد. ويبدو أيضًا أن كتاب اليوبيلات يقتبس سفر أخنوخ الأول، وهو كتاب يرجع تاريخه إلى عام 200 قبل الميلاد أو قبل ذلك. معظم العلماء يؤرخون التكوين الأصلي في وقت ما في القرن الثاني قبل الميلاد.

## ذكر سفر في كنيسة
يُذكر كتاب اليوبيلات، أو التكوين الصغير، بالاسم باستمرار في كتابات الآباء الأوائل، ومن خلال سلسلة من المؤلفين تصل إلى ثيودوروس ميتوتشيتا (1332 م). الإشارات إلى المعلومات الواردة فيه، دون تسمية فعلية لأصل البيانات، كثيرة جدًا، خاصة في المؤرخين البيزنطيين، لذلك كان العمل معروفًا جيدًا وعلى نطاق واسع

## المؤلف
المؤلف هو بالتأكيد يهودي. إن الوصف الدقيق للسبت والأعياد، مع طقوسهم وشعائرهم الحاخامية، والسلطة السماوية المنسوبة إليهم، لا يمكن أن يصدر عن أحد سوى عبراني من العبرانيين. وإلى نفس الاستنتاج يشير إلى المكانة الرفيعة المنسوبة لأمة إسرائيل. لا يوجد أي مشاعر أو رأي مسيحي في الكتاب، ولا حتى إشارة إلى المسيح الشخصي. المقطع الوحيد الذي يمكن أن يكون له معنى مسياني هو المقطع الذي يشير إلى نسل إبراهيم (الفصل السادس عشر): "منه يأتي نبات البر إلى جيل الأبد، ومنه أيضًا يأتي القديس المقدس". نسل مثل الذي صنع كل شيء" (سكود). لكن هذا غامض جدًا بحيث لا يشكل أساسًا لأي فكرة عن الشعور المسيحي في كتابنا. كما أنها خالية من الفلسفة السكندرية. المؤلف لا يرمز أبدا. إنه يوسع ويشرح ويخصّص روايات الكتاب المقدس، لكنه لا يرى فيها أنواعًا أو صورًا للحقائق الأخلاقية، ولا يؤسس عليها أي تكهنات فلسفية